# Елеонора Шифрін
Елеонора Шифрін (івр. אלאונורה שיפרין, уродж. Елеонора Ісааківна Полтиннікова; 2 січня 1948, Київ — 6 серпня 2021) — ізраїльська громадська та політична діячка, голова партії «Ємін Ісраель», перекладачка, лекторка і журналістка.

## Біографія

### В СРСР
Елеонора Полтиннікова народилася в Києві в родині лікарів — офтальмолога, полковника медичної служби, кандидата медичних наук Ісаака Полтиннікова та Ірми Беренштейн, які згодом переїхали у Новосибірськ. Ісаак Хананович Полтинніков — автор ряду наукових праць в галузі хірургічного і медикаментозного лікування захворювань очей, винахідник «витреоскопа Полтиннікова». Дід, Ханан Мойсейович Полтинніков (1896—?), був репресований і розстріляний.
З кінця 1960-х років Елеонора брала участь у правозахисному, а з 1971 року — у сіоністському русі.
Однією з перших в Новосибірську родина  Полтиннікових зважилася подати заяву на виїзд до Ізраїлю, що в той період прирівнювалося до зради Батьківщині, і вони стали відмовниками. Почалися репресії, їх звільнили з роботи і переслідували з боку КДБ. Мати і сестра Елеонори в результаті цього трагічно загинули.

### В Ізраїлі
У 1972 році Елеонорі Полтинниковій вдалося репатріюватися в Ізраїль разом з 84-річним дідусем, і вона активно включилася в боротьбу за свободу виїзду євреїв з СРСР і проти проникнення комунізму на Захід. Вона брала участь у голодуваннях і демонстраціях, домагаючись лобіювання інтересів радянських євреїв в Сенаті США і парламентах Європи, також виступаючи за поправку Джексона-Веніка. За цю боротьбу Елеонора була удостоєна звань «Почесний громадянин Техасу» та «Почесний суддя штату Кентуккі». На її рахунку сотні лекцій та інтерв'ю в друкованих та електронних ЗМІ, сотні публікацій у періодичній пресі.
Протягом восьми років після приїзду в Ізраїль Елеонора вела боротьбу за право виїзду своєї родини з СРСР. Її батьку в 1979 році вдалося виїхати в Ізраїль одному. Він помер у 1986 році, встигнувши вже в Ізраїлі зробити кілька важливих наукових відкриттів. Одній з вулиць Нетанії було присвоєно його ім'я (вул. Доктора Іцхака бен Хананових (Полтиннікова)).

### Шлюб
У 1974 році Елеонора Полтиннікова пошлюбила Авраама Шифріна (1923—1998) — відомого радянського відмовника, сина розстріляного «ворога народу», в'язня Сіону, двічі пораненого учасника війни з нацизмом, заарештованого і засудженого в 1953 році в Москві до розстрілу, який відсидів 10 років (до 1967 року) і вижив у радянських тюрмах і таборах, борця за виїзд радянських євреїв, пякий привертав увагу світової громадськості до становища в'язнів ГУТАБу.
У 1970 році Авраам репатріювався в Ізраїль і присвятив себе антикомуністичній та правозахисній діяльності, створивши і очоливши «Центр Дослідження таборів, тюрем і психотюрем СРСР». Він неодноразово давав свідчення про радянські табори в американському Сенаті і Конгресі. Написав книгу «Четвертий вимір» про своє життя. Після його смерті Елеонора продовжила їх спільну справу — працювала в «Центрі», беручи участь у дослідженнях та підготовці матеріалів до публікації.
Авраам і Елеонора Шифріни були близькими друзями і однодумцями рабина Шломо Карлебаха, якому допомогли здійснити, здавалося неможливе: відвідування СРСР та зустріч там з радянськими євреями.
Елеонора і Авраам підготували до видання перший в світі «Путівник по радянських тюрмах», випущений в Ізраїлі напередодні московської Олімпіади 1980 року.

## Політична діяльність
З 1996 року Елеонора Шифрін очолювала російськомовний сектор партії «Емін Ізраєль», а в 1999 році стала головою партії. Партія брала участь у виборах до Кнесету в 2003 і 2006 роках, але не змогла подолати електоральний бар'єр.
Шифрін — авторка книги-збірника статей з питань ізраїльської політики. Вона активна прихильниця зміни існуючої виборчої системи в Ізраїлі — з системи за партійними списками на регіональні або дільничні вибори кандидатів у Кнесет. Вона також була послідовною супротивницею «плану одностороннього розмежування».
Елеонора Шифрін вважає долю Джонатана Полларда принципово важливою загальнонаціональною проблемою. У період свого перебування в США у 2004 році вона зустрічалася з ним у в'язниці, а на зустрічах із законодавцями США наполегливо домагалася його звільнення. Елеонора постійно носить значок зі словами «Свободу Джонатану Полларду!».

## Редакторка і журналістка
Елеонора Шифрін — редакторка новин російською мовою на інтернет-сайті Сьомий канал, редакторка журналу актуальною єврейської історії «Слово» і газети «Єврейський Ізраїль», авторка багатьох статей, опублікованих в ізраїльській та американській пресі.
З 2002 по 2011 роки Елеонора Шифрін не тільки веде редакторську роботу «Сьомого каналу», але й є плідною авторкою сайту. Її статті нерідко знайомлять читача з колишнього СРСР із темами, які обходять стороною інші журналісти. Прикладом можуть служити її статті, присвячені журналістці Оріані Фаллачі, ювілейного номера ізраїльського журналу «Натів»«Натив», книзі американського судді Роберта Борка, прем'єр-міністру Канади Стівену Гарперу.

## Громадська діяльність
Елеонора Шифрін живе в єрусалимському районі Рамот, де належить до районної ради. З 1989 року займається на добровільних засадах допомогою новим репатріантам. Багато років керувала «Центром для літніх» в Рамоті.
Елеонора є сполучною ланкою між євреями з колишнього СРСР в багатьох містах США і єврейською державою. Веде постійну роботу по збору коштів для надання допомоги жертвам арабського терору в Ізраїлі. Багато років передає в Америку відомості про потребуючих допомоги ізраїльтянах — постраждалих у терактах, поранених солдатів Армії оборони Ізраїлю, батьків загиблих, єврейських біженців з Гуш Катіфа.

## Публікації
- Eleonora Poltinnikov-Shifrin. A Monument to My Family. — Keren Klita, 1994. — 5 p.
- Авраам Шифрин, Элеонора Полтинникова-Шифрин. Четвертое измерение. — Тип. "Цур-От", 2008. — 413 с.
- Авраам Шифрин, Элеонора Полтинникова-Шифрин. Поэзия в концлагерях. — Центр исследования тюрем, психтюрем и концлагерей СССР, 2010. — 110 с.
- Статті Елеонори Шифрін на сайті газети «Єврейський світ» [Архівовано 9 квітня 2018 у Wayback Machine.]
- Статті Елеонори Шифрін на сайті МАОФ [Архівовано 18 червня 2010 у Wayback Machine.]

## Інтерв'ю
- Інтерв'ю з президентом партії «Ямин Ісраель» Елеонорою Шифрін в журналі «Спектр»
- А. Галеткина.  Інтерв'ю з автором першого у світі путівника по тюрмах [Архівовано 22 березня 2016 у Wayback Machine.]